# Al Jadeed TV
Al Jadeed TV est une chaîne de télévision arabophone généraliste privée libanaise créée en 1991 sous le nom de New TV notamment par Tahsin Khayat. Elle est l’une des stations télévisées les plus regardées au Liban, ainsi que dans le monde arabe et par la diaspora arabophone. 
Contrairement à toutes les autres chaînes libanaises, Al Jadeed TV n’a jamais appartenu à un dirigeant politique. 
En 2012, TKG, la holding propriétaire d'Al Jadeed TV, a lancé Al Jadeed FM. En 2015, Al Jadeed TV emploie 280 employés.

## Histoire de la chaîne

### De 1991 à 1996: New TV
Jusqu’en 1996, New TV se situait régulièrement en conflit avec les forces dirigeantes.
Fin 1996, le Ministère de l’Information libanais décidait de fermer un certain nombre de stations télévisées, parmi lesquelles New TV, l’unique station laïque du Liban. Seulement cinq chaînes auront  alors le droit d’émettre, choisies vraisemblablement selon des motifs communautaires.

### Depuis 2001: Al Jadeed TV
À partir de 2000, New TV retrouve sa licence et devient Al Jadeed TV en 2001.

## Attaques, intimidations et menaces contre Al Jadeed TV

### Suspension de diffusion en 2003
Le 1er janvier 2003, le Ministre de l'Information Michel Samaha fait suspendre la diffusion des programmes d'Al Jadeed TV. En cause, la diffusion du programme hebdomadaire Bila Rakeeb prévue ce jour-là qui devait porter sur l'Arabie Saoudite. Les forces de sécurité intérieure font une descente dans les bâtiments d'Al Jadeed. Il s'est ensuivi une procédure juridique contre la décision du Ministre qu'Al Jadeed a remporté. 

### Arrestation du Président de la chaîne en 2003
Le 7 décembre 2003, Tahseen Khayat, le Président du directoire d'Al Jadeed est arrêté chez lui et emprisonné pendant 48 heures. Al Jadeed TV disposait de nombreux documents qui faisaient la preuve de la corruption de personnalités politiques syriennes présentes alors au Liban dont Rustum Ghazaleh. Afin d'intimider Al Jadeed TV et les empêcher de diffuser ces documents, Tahseen Khayat est alors accusé d'être un espion. Les bureaux de la station ainsi que la maison de Tahseen Khayat sont fouillés. La chaîne diffusera tout de même tous les documents car elle avait pris la précaution d'en faire plusieurs copies.

### Menaces directes contre le Président de la chaîne en 2004
En 2004, Al Jadeed diffuse un nouveau reportage montrant entre autres que Rustum Ghazaleh avait obligé le président de l'Université Libanaise de lui fournir un certificat de diplôme pour lui et ses frères. Après la diffusion du reportage, Rustum Ghazaleh s'est rendu, armé, en bas de l'immeuble d'Al Jadeed TV et a interpellé un des employés lui disant “Dis à Tahseen Khayat que je vais le tuer, même si je dois me tuer après”. La fin de cette phrase résonnait avec les rumeurs qui annonçait la fin de son mandat au Liban par le régime syrien à cause des scandales de corruption autour de sa personne. 

### Menaces contre une présentatrice en 2003
En juillet 2003, Al Jadeed TV émet un nouveau reportage mettant en cause Jamil El Sayed, un général libanais, dans une affaire de corruption avec la Syrie. La majorité des directeurs de la chaîne sont alors convoqués au Palais de Justice de Beyrouth. Parmi eux, Dalia Ahmad, la présentatrice du documentaire incriminé. N'étant pas libanaise, son permis de travail lui est retiré et on lui donne alors le choix de travailler pour une autre chaîne libanaise (toutes sauf Al Jadeed TV). Elle finira par démissionner en décembre 2013. Après avoir travaillé aux États-Unis pour Al Horra TV, elle revient chez Al Jadeed TV après l'arrestation de Jamil Al Sayed en octobre 2005. 

### Affaire El Suddik en 2006
En décembre 2006, trois journalistes d'Al Jadeed TV dont Firas Hatoum sont arrêtés à la suite de leur enquête sur le meurtre de l'ancien Premier Ministre Rafic Hariri et notamment sur Mohammed Zuhair El Suddik, un des faux témoins. Ils seront détenus pendant 45 jours jusqu'à la diffusion de leur reportage. 

### Détention par les forces israéliennes en 2009
En février 2009, une équipe d'Al Jadeed TV monte sur un navire qui apporte de l'aide à Gaza après l'offensive israélienne contre la région. Les
journalistes sont arrêtés avec l'équipage par les forces israéliennes. 

### Nouvelle attaque contre la maison du Président d'Al Jadeed en 2010
En mars 2010, après l'annonce d'un documentaire à venir sur la chaîne, une centaine de membres de la communauté druze se sont rendus autour de la maison de Tahseen Khayat, menaçant de la brûler. Malgré quelques dégâts, ils se sont finalement retirés après l'intervention du dirigeant druze Walid Jumblat. 

### Assassinat d'un cameraman en 2012
Le 9 avril 2012, une équipe d'Al Jadeed TV s'est rendu au nord du Liban à la frontière avec la Syrie. Ils ont alors essuyé des tirs nourris de la part des forces syriennes. Ali Shaaban a ainsi été tué tandis que Hussein Khreiss et Abed Khayat ont été gravement blessés. 

### Attaque contre les bâtiments d'Al Jadeed TV en 2012
En juin 2012, des hommes masqués mettent le feu à des pneus à l'entrée d'Al Jadeed après qu'ait été diffusée une interview avec Ahma Al-Aseer, un Sheikh sunnite. L'équipe de sécurité d'Al Jadeed ont réussi à capturer l'un des hommes qui a été emprisonné 3 mois. Lui et ses complices étaient membres de “Saraya Mokawami”, une organisation proche du Hezbollah.

## Bataille juridique: Al Jadeed TV vs Tribunal Spécial pour le Liban
En janvier 2014, le Tribunal Spécial pour le Liban (TSL), tribunal international mandaté par l'ONU pour juger les assassins de Rafic Hariri, a émis une ordonnance tenant lieu d'acte d'accusation à l'encontre de la journaliste Karma Khayat et la chaîne Al Jadeed TV dont elle était la Directrice des programmes d'Information à l'époque des faits incriminés. La journaliste libanaise et sa chaîne sont accusés d'outrage au Tribunal et obstruction à la justice pour avoir diffusé des informations compromettantes quant au système de protection des témoins par le Tribunal.
En août 2012, Al Jadeed TV a diffusé un reportage en cinq épisodes montrant de graves dysfonctionnements au sein du TSL quant à la protection des témoins. Ce reportage n'a pu être réalisé qu'à partir de fuites anonymes parvenues à Al Jadeed. Par ailleurs, les équipes de la chaîne ont pris toutes les précautions nécessaires pour maintenir l'anonymat des personnes interrogées lors du reportage (visages floutés, aucun nom donné). 
Un an et demi plus tard, Karma Khayat et Al Jadeed TV ont été accusés d'avoir « ébranlé
la confiance publique dans la capacité du Tribunal à protéger la confidentialité des informations à propos des témoins ou venant de ceux-ci » et d'avoir « enfreint l'ordre donné par le Juge de cesser la diffusion du reportage ». La première comparution a eu lieu en mai 2014 et le procès débutera le 16 avril 2015 à la Haye.
Karma Khayat risque 7 ans de prison et 100 000 Euros d'amende. Par ailleurs, malgré les contradictions du TSL, c'est la première fois qu'une entreprise est mise en examen par un tribunal pénal international ce qui pourrait constituer un véritable cas de jurisprudence si Al Jadeed TV venait à être déclaré coupable. 